# Sonata per a violí i piano (Xostakóvitx)
La Sonata per a violí i piano en sol major, op. 134, va ser composta per Dmitri Xostakóvitx la tardor del 1968 a Moscou, completant-la el 23 d'octubre. Està estructurada en tres moviments i la seva durada és d'aproximadament 31 minuts. La va dedicar al violinista David Óistrakh, que la va estrenar el 3 de maig del 1969 a la Gran Sala del Conservatori de Moscou. Segons el dedicatari, la sonata va ser rebuda "entusiàsticament a tot arreu", i en efecte, el tercer moviment va ser la peça russa al programa dels violinistes al Concurs Txaikovski de 1970. El manuscrit es troba a l'Arxiu Óistrakh del Museu Glinka de Cultura Musical a Moscou.
Óistrakh va col·laborar amb Xostakóvitx en vàries de les principals obres del compositor, aparentment contribuint suggeriments segons les possibilitats i limitacions tècniques del violí. La inscripció de l'obra és: "Per al 60 aniversari de David Óistrakh", que va oferir la següent explicació de les circumstàncies de la composició: "Dmitri havia volgut escriure'm un nou segon concert per a mi com a regal per al meu 60è aniversari. Però va haver-hi un error per un any en els seus càlculs. El concert estava llest per al meu 59è aniversari. Poc després, Dmitri va pensar que si havia tingut un error, l'havia de corregir. Així va ser com va escriure la Sonata. (...) No m'ho esperava, encara que durant molt de temps havia tingut l'esperança que escrigués una sonata per a violí."
El 8 de gener del 1969 va tindre lloc a la Unió Russa de Compositors una estrena no oficial amb Mieczysław Weinberg com a pianista. Les estrenes oficials, amb Sviatoslav Richter al piano, van ser a la Gran Sala del Conservatori de Moscou el 3 de maig i la Petita Sala de la Filharmònica de Leningrad el 23 de setembre. Abans de l'estrena oficial en maig, Óistrakh i Xostakóvitx van gravar l'obra informalment a l'apartament del segon, encara que les limitacions físiques del compositor (li va ser diagnosticada la pòlio el 1965) i una relativa falta d'assaigs i cura són evidents a la interpretació. Óistrakh va gravar posteriorment la sonata per a Melodiya amb Richter.
La sonata ha sigut orquestrada per a orquestra de cambra per Krzysztof Meyer i pel duo format per Mikhaïl Zinman i Andrei Pushkarev.